# Dancing Darkey Boy
Dancing Darkey Boy è un cortometraggio muto del 1897, diretto da William Heise.
Brevi filmati che ritraevano bambini furono da subito molto popolari. Ai fratelli Lumiere in Francia il gioco e la vita quotidiana dei bambini avevano offerto inesauribili spunti di ispirazione in filmati come Le Repas de bébé o Baignade en mar. I fratelli Skladanowsky in Germania avevano piuttosto rivolto la loro attenzione al mondo dei piccoli artisti di strada, in Italienischer Bauerntanz e Akrobatisches Potpourri. Il regista William Heise fu il primo negli Stati Uniti a seguire l'esempio di questi ultimi, riprendendo alcuni piccoli artisti tra i tanti che allora si guadagnavano la vita esibendosi sulle strade. Qui è un bambino afro-americano impegnato in una danza di tip-tap. In A Street Arab (1898) sarà la volta di un ragazzino contorsionista di New York.
Il filmato è anche una delle prime rappresentazioni di afroamericani, che il pregiudizio razzista faceva apparire come figure caricaturali e primitive, eterni bambini ("pickaninnies") impegnati come danzatori in danze selvagge, "mangiatori di cocomero", privi di educazione, buone maniere e portati a sentimenti eccessivi.
Nonostante tutto questo, quasi a sfidare il contesto fortemente stereotipato e caricaturale in cui è rappresentato, il piccolo protagonista (la cui identità è sconosciuta) mostra di possedere notevole talento ed interpreta se stesso di fronte alla macchina da presa con estrema naturalezza, dignità e padronanza dei propri mezzi.

## Trama
In un maneggio per cavalli, un bambino afro-americano si esibisce all'aperto in un numero di tip-tap, ballando in piedi su un tavolo circondato da un folto pubblico di adulti (proprietari, fantini e stallieri).

## Produzione
Il film fu prodotto dalla Edison Manufacturing Company.

## Distribuzione
Il film fu distribuito dalla Edison Manufacturing Company nelle sale americane nell'ottobre 1897.